# T-Mobile US
T-Mobile（ティーモバイル）は、アメリカ合衆国の加入者数第3位の携帯電話事業者。2020年4月に、T-Mobile USがスプリントを吸収合併してT-Mobileとなった。2020年9月末での加入者数は1億40万人。ドイツテレコム・グループ。

## 沿革

### ルーツ
1994年にウェスタン・ワイヤレス(Western Wireless)が設立した、デジタル携帯電話ネットワークの社内部門であるボイスストリーム・ワイヤレスが、今日のT-Mobile USのルーツである。その後1999年に、ボイスストリーム(VoiceStream)はウエスタン・ワイヤレスからスピンオフし、NASDAQに上場した。

### T-Mobile USA
2001年に、ドイツテレコムが、240億ドルでボイスストリームを買収してできたのがT-Mobile USAである。買収当時、ボイスストリームは、USで最大規模のオールGSMの携帯電話ネットワークを保持していた。
2006年には、FCCのAWSバンドオークションに積極的に入札して、全国をカバーするライセンスを取得した。
2008年から、AWSバンドで、W-CDMAによる3Gサービスを開始した。
2008年10月には、Googleが開発したアンドロイド・プラットホームの世界最初の商用機T-Mobile G1(HTC製 HTC DreamのT-Mobile USA版)を発売した。
2011年3月には、親会社のドイツテレコムとAT&Tは、AT&TがT-Mobile USAを390億ドルで買収することに合意するが、この買収計画は、司法省が反トラスト法違反で提訴することになり、結局、12月にAT&Tは、買収計画の断念を発表した。
2012年2月、2012年中に、ネットワークの再配置(PCSバンドでのGSM帯域を圧縮し、W-CDMAを導入。AWSバンドでのLTEの導入）によるネットワーク投資を行い、2013年には、LTEのサービス開始を行うことを発表した。
2012年10月には、業界5位のMetroPCSとの合併を発表。
2013年3月には、全国規模事業者として、唯一取り扱いをしてこなかったiPhoneの4月からの発売とLTEの商用サービス開始を発表した。

### T-Mobile US
2013年5月には、MetroPCSとの合併の完了を発表した。新会社は、T-Mobile US,Incで、株式はニューヨーク証券取引所に上場され、ティッカーシンボルはTMUS。。
2014年1月には、ベライゾン・ワイアレスの保持する700MHz Aブロックのライセンス(1億6千万人をカバー)を、23億ドルで買い取る事を発表した。この取引には、T-Mobile USが、3400万人をカバーするAWS1バンドライセンスと、2100万人分をカバーするPCSバンドのライセンスのベライゾン・ワイアレスへの譲渡も含まれている。T-Mobile USは、新規に獲得した700MHzバンドで、LTEの展開を進めるとしている。
2015年8月に、スプリントが第2四半期の業績を発表したが、このなかでの加入者数は、7月に発表されたT-Mobile USのそれを下回るものであり、2004年のシンギュラーワイヤレスによるAT&Tワイヤレスの買収以来、ベライゾン、AT&Tモビリティ（シンギュラ―）、スプリント、T-Mobileという順位は、10年近く不動であったが、ついに、スプリントを抜いて3位になったことが明らかとなった。この変化には、2013年4月以来、T-Mobile USがおこなっているアンキャリアという従来の業界慣行にとらわれない攻撃的な販売促進策による加入者増とスプリントの不振が寄与していると考えられている。
2015年10月に、上場先をNASDAQへ変更した。
2014年より、スプリントの親会社であるソフトバンクとT-Mobile USの親会社であるドイツテレコムの間で、スプリントとT-Mobile USの合併交渉が持たれていたが、経営権をどちらが掌握するかという点で交渉が難航。2017年11月4日、ソフトバンクは経営統合に向けた交渉を打ち切ったと正式発表を行った。
2018年4月29日に、T-Mobile USとSprintのCEOは共同で、両者が株式交換により合併することで、両社が合意したと発表した。合併新事業会社の名前は、T-Mobile。Sprint 1株にたいして、0.10256 T-Mobile株を割り当て。T-Mobile USは、持ち株会社になった。
2020年4月1日に、T-Mobile USは、スプリントとの合併手続きを完了したことを発表した。これに伴い、合併会社の実質的な筆頭株主はドイツテレコムとなり、ソフトバンク・グループの連結対象からは外れ、持ち分法適用会社となった。

## ネットワーク
2G(GSM),3G(cdma2000,W-CDMA),4G(LTE)は全国展開済で、現在、5Gを全国展開中。3Gネットワークは、2022年7月1日までに停止した。2GのGSMネットワーク停止も予定されているが、日程は発表されていない。(2022年5月現在)
| 通信技術世代 | 通信技術      | 周波数                                 | 備考 |
| ------------ | ------------- | -------------------------------------- | --- |
| 2G           | GSM/GPRS/EDGE | PCSバンド                              | 旧T-Mobile USAによるサービス。停止が予定されているが、具体的な日程は、発表されていない。                                            |
| 3G           | W-CDMA/HSPA   | AWSバンド(一部地域で、PCSバンド)       | 旧T-Mobile USAによるサービスは、2022年7月1日に停止。                                                                                |
| 3G           | 1xRTT/EV-DO   | PCSバンド(一部地域で、AWSバンド)       | 旧MetroPCSによるサービス。2015年6月に終了。                                                                                         |
| 4G           | FD-LTE        | PCSバンド                              | 旧スプリントによるサービス。2022年6月30日に終了。                                                                                   |
| 4G           | TD-LTE        | 2500MHz                                | 旧スプリントによるサービス。2022年6月30日に終了。                                                                                   |
| 4G           | HSPA+         | AWSバンド(一部地域で、PCSバンド)       | 旧T-Mobile USAによるサービス。最新アップグレードでは、最大下り理論速度42MbpsのHSPA+42をサポート。2022年7月1日で終了。               |
| 4G           | FD-LTE        | AWSバンド                              | 旧T-Mobile USAによるサービス。2013年3月に、ボルチモア、ワシントンDC,カンザスシティ、ヒューストン、サンノゼなど7市場でサービスイン。 |
| 4G           | FD-LTE        | AWSバンド(PCSバンドでのサービスもあり) | 旧MetroPCSによるサービス。T-Mobile USネットワークへ統合。MetroPCSは、販売チャネルとして存続。                                       |
| 5G           |               | 2.5GHz,600MHz,28GHz,39GHz              | 2019年末より全国展開中。 |